# James Harrison (acteur)
Pour les articles homonymes, voir James Harrison.
James Aldrich Harrison, connu comme James Harrison (né le 1er juillet 1891 à Milwaukee, dans le Wisconsin et mort le 24 juin 1986 à San Bernardino, en Californie) est un acteur américain.

## Biographie
James Harrison fut l'époux de l'actrice Juanita Harrison.

## Filmographie partielle
- 1911 : The Sheriff's Sisters
- 1913 : Woman's Honor
- 1913 : Boobs and Bricks
- 1913 : The Wishing Seat
- 1913 : Matches
- 1913 : The Great Harmony
- 1913 : Love Is Blind
- 1913 : The Road to Ruin
- 1917 : Le Mauvais Garnement (The Bad Boy) de Chester Withey
- 1917 : Madame Bo-Peep de Chester Withey
- 1921 : Wedding Bells de Chester Withey
- 1921 : Le Bandeau de Cupidon (A Heart to Let) d'Edward Dillon
- 1922 : Why Announce Your Marriage? d'Alan Crosland
- 1925 : La Marraine de Charley (Charley's Aunt) de Scott Sidney
- 1927 : Husband Hunters de John G. Adolfi
- 1933 : King Kong de Merian C. Cooper et Ernest B. Schoedsack
- 1941 : L'Homme de la rue (Meet John Doe) de Frank Capra
- 1944 : La Femme au portrait (The Woman in the Window) de Fritz Lang
- 1949 : L'Homme de Kansas City (Fighting Man of the Plains) d'Edwin L. Marin
- 1950 : Annie, la reine du cirque (Annie Get Your Gun) de George Sidney
- 1951 : La Charge victorieuse (The Red Badge of Courage) de John Huston